# Alexander Henry (MP)
Alexander Henry (1783 - 4 de outubro de 1862) foi um político radical britânico.
Henry foi eleito Membro Radical do Parlamento por South Lancashire numa eleição suplementar em 1847 - causada pela decisão de Charles Pelham Villiers de se candidatar a outra cadeira - e manteve a cadeira até 1852, momento em que não procurou a reeleição.